# Вилла Армира

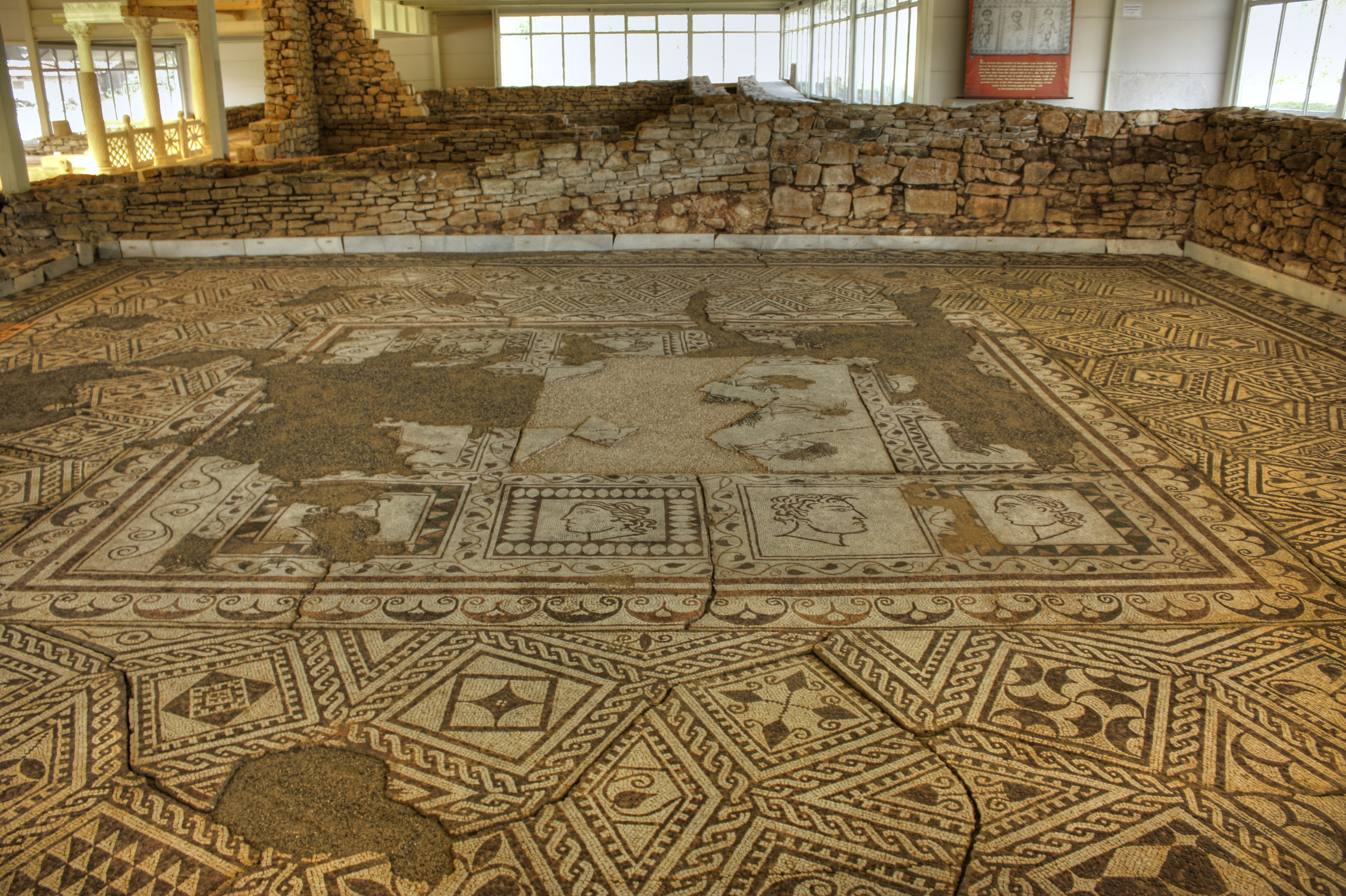
Мозаичный пол виллы Армира

Вилла Армира (возведена в 50—70-е годы I века н. э. — обитаема до конца IV века, около 378 года; болг. Вила «Армира», лат. Villa Armira) — единственная хорошо сохранившаяся пригородная римская вилла на территории Болгарии, а также в пределах бывших римских провинций Балканского региона. Была обитаема как минимум 300 лет. Расположена в горной местности у хребта Восточные Родопы приблизительно в 4 км к юго-западу от города Ивайловград. Представляет собой пышно разукрашенный частный дворец классической античной эпохи. Своё название получило от речки Армира, приток реки Арда.

## История
Первым хозяином виллы был наследник фракийского царя, который за сотрудничество с Римом получил римское гражданство. Римские власти также разрешили ему построить виллу в два этажа в 50—70-е годы I века н. э. (золотой век классической античности). Была обитаема в течение как минимум 3-х столетий. Во II веке были добавлены новые декорации. В III веке вилла была расширена на восток. Была разграблена готами около 378 года и с тех пор пришла в упадок.

## Устройство
Спроектирована в форме латинской буквы U, в центре которой расположился огромный бассейн (имплювиум), куда стекала дождевая вода. Площадь виллы достигала 3600 м². Со всех сторон её окружал сад. Два этажа. На первом этаже находились двадцать две комнаты, в том числе зал для пиршеств, приемная владельца, спальни и другие жилые помещения, римская баня и сауна. все эти помещения были расположены вокруг огромного бассейна в середине. На втором этаже располагались спальни для детей и прислуги, помещения для женщин, подсобные помещения, кладовки и проч. Часть здания имела систему отопления римского типа, (так как зимой в Балканских горах было морозно) — так назыв. гипокауст, остатки которого дошли до наших дней. Особую ценность виллы представляют её богатые и довольно хорошо сохранившимися античные мозаики, сочетающие римские, греческие и автохтонные (фракийские) элементы. Среди последних выделяется имитация фракийского двойного топора — главного символа фракийской власти.

## Оформление
Причём мозаика в кабинете владельца виллы изобилует фракийскими символами, что позволяет несколько усомнится в реальной приверженности хозяина римлянам, хотя последующие поколения владельцев были романизированы или, вероятнее, эллинизированы. Другой интересный символ виллы напоминает фракийский щит. Очень частым мотивом является свастика, во времена античности символизирующая счастье и богатый урожай. Среди растительных элементов выделяются листья средиземноморского плюща. Найдены изображения лилий, тюльпанов и различные геометрические фигуры. Кроме них изображены также Геррмы и Медуза Горгона. Особенно шиком отличаются декорации вокруг бассейна. Стены виллы облицованы мрамором, который добывался поблизости. Более того, владельцы Армиры на протяжении 4 веков получали основной свой доход от торговли мрамором. В районе виллы находились крупнейшие месторождения белого мрамора, который продавался по всей римской империи для декорации частных вилл и общественных зданий крупных городов.
Неподалёку от виллы «Армира» археологи обнаружили крупнейшие могильные курганы Болгарии времён римской эпохи. Так, курган у села Свирачи имеет диаметром около 60 м и в высоту достигает приблизительно в 20 м. Он был задуман как мемориальный памятник для одного из первых владельцев виллы. В нём была захоронена женщина, по-видимому, близкая родственница или жена хозяина, умершая раньше него. Горная тропа от виллы «Армира» к другому объекту ЮНЕСКО в Болгарии — средневековой крепости «Лютица», которая также является археологическим памятником культуры страны.